# العلاقات الباكستانية الموزمبيقية
العلاقات الباكستانية الموزمبيقية هي العلاقات الثنائية التي تجمع بين باكستان وموزمبيق.

## مقارنة بين البلدين
هذه مقارنة عامة ومرجعية للدولتين:
| وجه المقارنة                                              | باكستان                     | موزمبيق          |
| --------------------------------------------------------- | --------------------------- | ---------------- |
| المساحة (كم2)                                             | 881.91 ألف                  | 801.59 ألف       |
| عدد السكان (نسمة)                                         | 197.02 مليون                | 29.67 مليون      |
| الكثافة السكانية (ن./كم²)                                 | 223.4                       | 37.01            |
| العاصمة                                                   | إسلام آباد                  | مابوتو           |
| اللغة الرسمية                                             | لغة إنجليزية، اللغة الأردية | اللغة البرتغالية |
| العملة                                                    | روبية باكستانية             | متكال موزمبيقي   |
| الناتج المحلي الإجمالي (بليون دولار)                      | 304.95 مليار                | 12.33 مليار      |
| الناتج المحلي الإجمالي (تعادل القوة الشرائية) بليون دولار | 946.67 مليار                | 33.35 مليار      |
| الناتج المحلي الإجمالي الاسمي للفرد دولار أمريكي          | 1.43 ألف                    | 529              |
| الناتج المحلي الإجمالي للفرد دولار أمريكي                 | 4.81 ألف                    | 1.13 ألف         |
| مؤشر التنمية البشرية                                      | 0.538                       | 0.416            |
| رمز المكالمات الدولي                                      | +92                         | +258             |
| رمز الإنترنت                                              | .pk                         | .mz              |
| المنطقة الزمنية                                           | ت ع م+05:00                 | ت ع م+02:00      |

## منظمات دولية مشتركة
يشترك البلدان في عضوية مجموعة من المنظمات الدولية، منها:
| علم المنظمة | اسم المنظمة                               | تاريخ انضمام باكستان | تاريخ انضمام موزمبيق |
| ----------- | ----------------------------------------- | -------------------- | -------------------- |
|             | الاتحاد البريدي العالمي                   | ?                    | ?                    |
|             | دول الكومنولث                             | ?                    | 1995                 |
|             | منظمة التجارة العالمية                    | ?                    | ?                    |
|             | الأمم المتحدة                             | 30 سبتمبر 1947       | 16 سبتمبر 1975       |
|             | منظمة حظر الأسلحة الكيميائية              | ?                    | ?                    |
|             | وكالة ضمان الاستثمار متعدد الأطراف        | 12 أبريل 1988        | 23 نوفمبر 1994       |
|             | منظمة الشرطة الجنائية الدولية             | ?                    | ?                    |
|             | مؤسسة التمويل الدولية                     | 20 يوليو 1956        | 24 سبتمبر 1984       |
|             | المنظمة الهيدروغرافية الدولية             | ?                    | ?                    |
|             | الاتحاد الدولي للاتصالات                  | 26 أغسطس 1947        | 4 نوفمبر 1975        |
|             | البنك الدولي للإنشاء والتعمير             | 11 يوليو 1950        | 24 سبتمبر 1984       |
|             | منظمة التعاون الإسلامي                    | ?                    | ?                    |
|             | المركز الدولي لتسوية المنازعات الاستشارية | 15 أكتوبر 1966       | 7 يوليو 1995         |
|             | يونسكو                                    | 14 سبتمبر 1949       | 11 أكتوبر 1976       |

## وصلات خارجية
- موقع وزارة الخارجية الباكستانية
- موقع وزارة الخارجية الموزمبيقية